# Lowell Weicker
Lowell Palmer Weicker, Jr., né le 16 mai 1931 à Paris et mort le 28 juin 2023 à Middletown (Connecticut), est un vétéran de la guerre de Corée et homme politique américain, membre du Parti républicain.

## Biographie
Vivant au Connecticut, il est élu à la Chambre des représentants des États-Unis pour un unique mandat (1969-1971), avant d'entrer au Sénat fédéral en 1971. Il est membre de la commission sénatoriale qui enquête sur le scandale de Watergate. Battu lors des élections sénatoriales de 1988, il est par la suite le 85e gouverneur du Connecticut (1991-1995), élu depuis un parti tiers après avoir perdu la primaire Républicaine.
Comme très peu d'officiels du camp républicain, il a soutenu Barack Obama pendant la campagne présidentielle américaine de 2008 contre John McCain.

## Prix et distinctions
- 1988 : Prix Mary-Woodard Lasker pour le bien public